# Moundbuilders

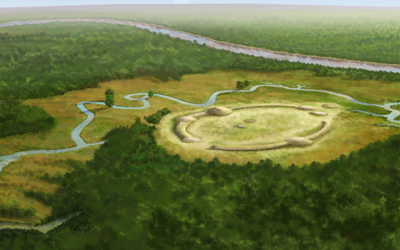
Watson Brake bei Monroe, Louisiana (um 3500 v. Chr.)
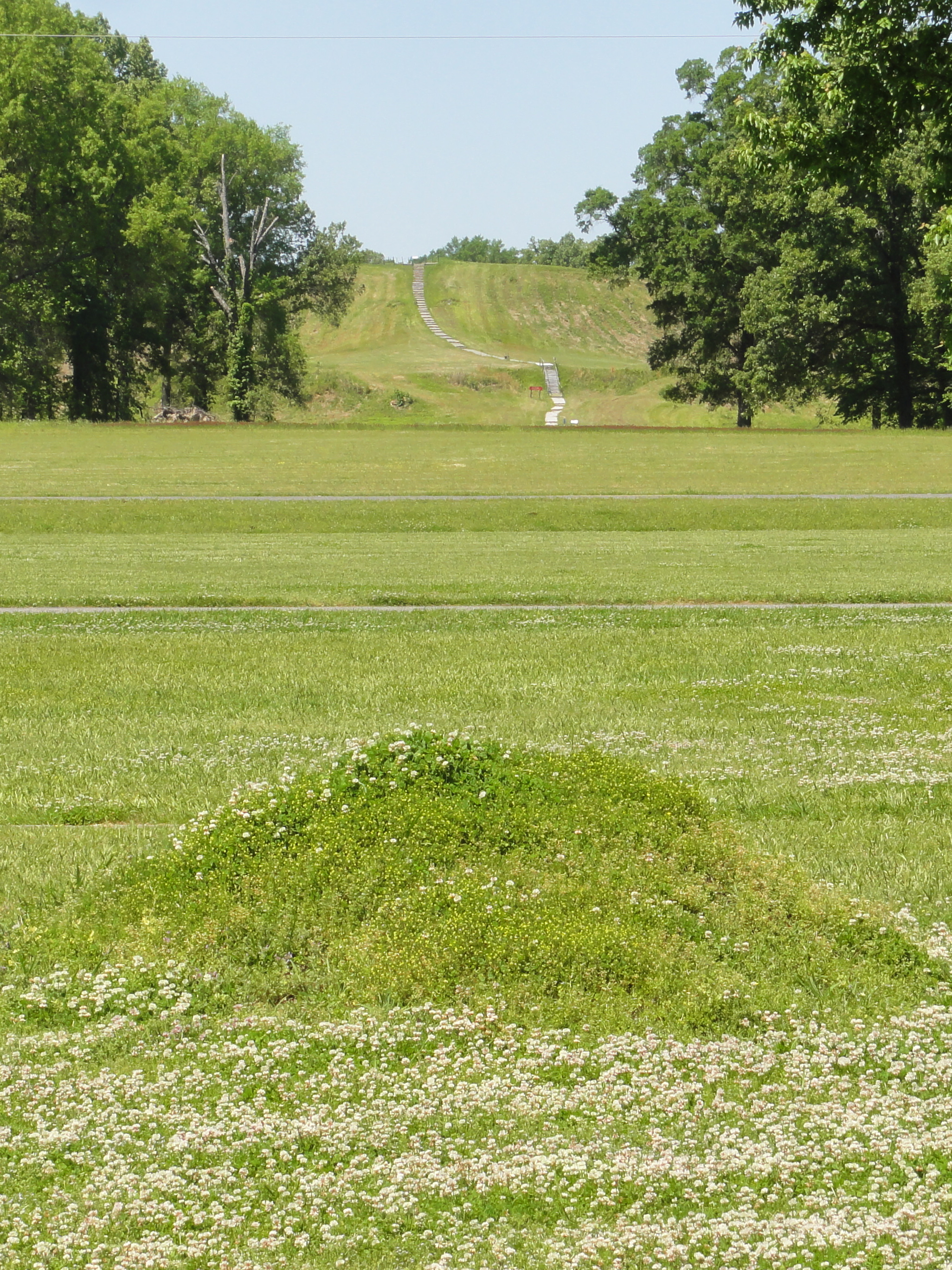
Poverty Point bei Ebbs, Louisiana (ab 1650 v. Chr.)
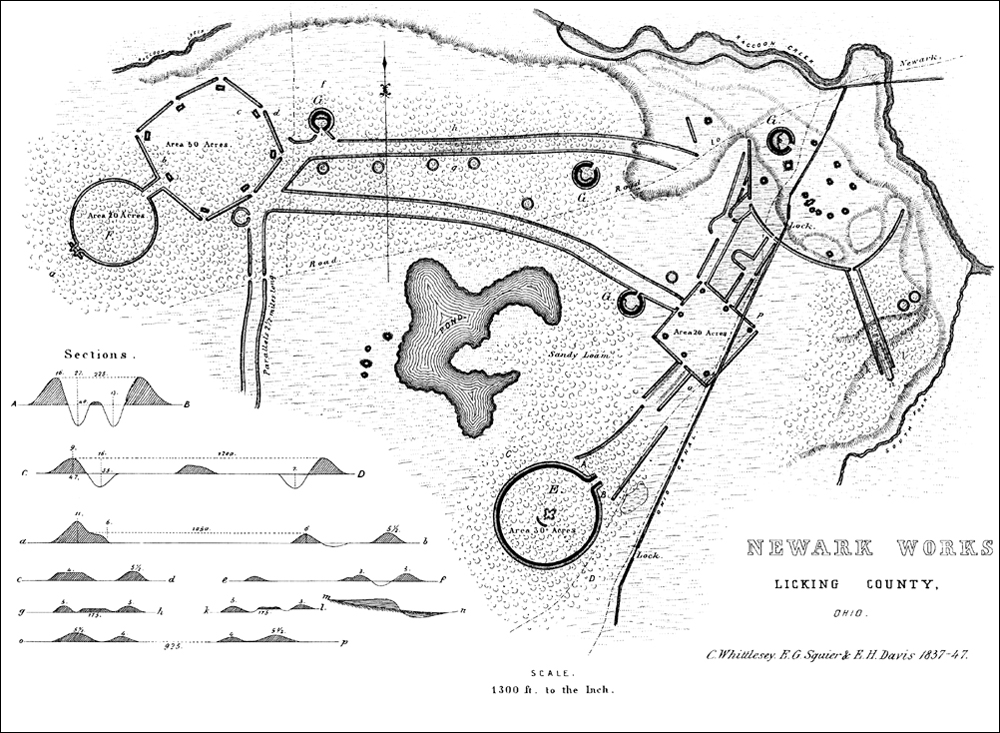
Newark Earthworks bei Newark, Ohio (Hopewell, ab 100 n. Chr.)
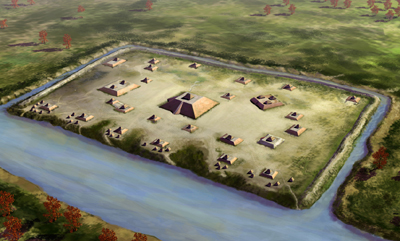
Holly Bluff Site bei Stanton, Yazoo Cty., Mississippi (Coles Creek bis Plaquemine, 800–1500 n. Chr.)
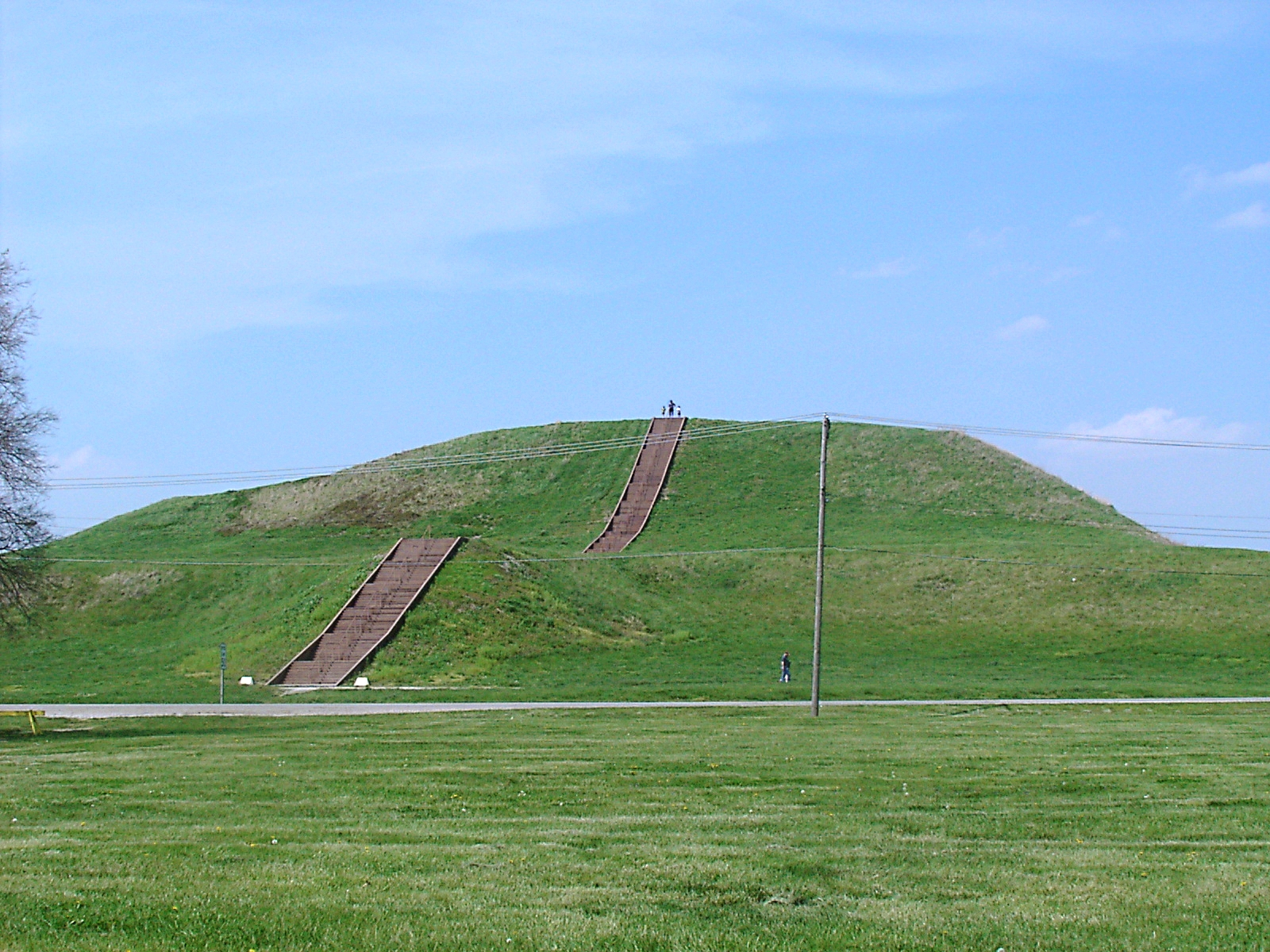
Monks Mound bei Cahokia, Illinois (Mississippi, um 900 n. Chr.)
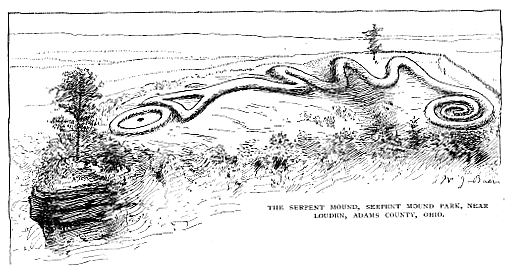
Serpent Mound, Adams Cty., Ohio (Fort Ancient, um 1100 n. Chr.)

Moundbuilders (deutsch Erdhügelbauer) ist eine in der Fachwissenschaft veraltete Sammelbezeichnung für einige alte Indianervölker Nordamerikas, die  künstlich geschaffene Hügel – im Englischen Mounds – errichteten, die von verschiedenen frühen Indianerkulturen zu Begräbnis-, Wohn- und rituellen Zwecken genutzt wurden.

## Mounds
Die Mounds wurden von verschiedenen Völkern errichtet. Sie wiesen unterschiedliche Kulturen auf und waren nicht durch gemeinsame Traditionen und Überlieferungen verbunden. Daher ist jede Zusammenfassung unzutreffend.
Offenbar reichen monumentale Bauformen sehr weit zurück, vielleicht bis in das Middle Archaic (ca. 4500–4000 v. Chr., Mittlere Archaische Periode). Eine stärkere Funddichte weist die Woodland-Periode  (1000 v. Chr.– um 1000 n. Chr.) auf.
Man geht von folgender Entstehungsgeschichte aus:
- Archaische Kulturen:
  - Die ältesten bekannten komplexen Mounds entstanden in Louisiana wie in Watson Brake um 3500–3000 v. Chr.
  - Poverty-Point-Kultur am Golf und unteren Mississippi (1800–1000 v. Chr.)
  - Adena-Kultur im mittleren Ohio-Tal (1000 v. Chr. – 200 n. Chr.)
  - Hopewell-Kultur, Mississippi, Ohio bis Große Seen (300 v. Chr. – 500 n. Chr.)

- Fort Ancient am Ohio, bekannt für seine Bilderhügel (effigy mound)

Eine neue Phase bildet sich im Süden. Diese Anlagen ähneln schon den mittelamerikanischen Pyramiden-Komplexen:
- Coles Creek am unteren Mississippi (ab 700 v. Chr.), dann Plaquemine
- Mississippi-Kultur

Späte Hügelbauer:
- Mounds in Ost-Arkansas: Arkansas oder Quagu
- Mounds in Missouri: Chickasaw
- Mounds in Alabama und Georgia:  verschiedene Stämme der Muskogee
- Mounds im westlichen North Carolina und östlichen Tennessee: Cherokee noch in historischer Zeit
- Mounds im nördlichen Ohio und der angrenzenden Teile des Staates New York: Zweig der Irokesen
- die Steinkisten, die man von Süd-Illinois bis ins nordöstliche Georgia findet: Lenni Lenape und Shawnee